# Missa brevis n.º 6 (Mozart)
La Missa brevis n.º 6 en sol mayor, K. 140, K.3 Anh. 235d, K.6 Anh. C 1.12 es la quinta misa compuesta por Wolfgang Amadeus Mozart. Pudo haber sido escrita en 1773 para Salzburgo. La partitura más antigua de esta obra que ha llegado a nuestros días fue preparada por un copista, "con puntualizaciones y correcciones de la mano de Mozart.", y fueron hallados en un convento de Augsburgo (Alemania). Esta misa también se conoce con el sobrenombre de Misa Pastorale.

## Estructura
La misa está compuesta para solistas, coro, cuerda y órgano, este último interpretando el bajo continuo durante la mayor parte de la obra.
Consta de seis movimientos:
1. Kyrie (Andantino, sol mayor, 3/4).
2. Gloria (Allegro, sol mayor, 6/8).
—Laudamus te (Andantino, 3/8).
3. Credo (Allegro, sol mayor, 4/4). 
—Et incarnatus est (Andantino, mi bemol mayor, 3/4).
—Et resurrexit (Allegro, sol mayor, 4/4).
4. Sanctus (Andante, sol mayor, 3/4). 
—Pleni sunt cœli (Allegro vivace, 2/4).
5. Benedictus (Andante, do mayor, 2/4).
—Osanna (Allegro vivace, sol mayor).
6. Agnus Dei (Andante, sol mayor, 4/4). 
—Dona nobis pacem (Allegro, sol mayor, 3/8).

Ludwig von Köchel, en la primera edición de su catálogo de la música de Mozart, pensó que la misa era muy contemporánea a Lucio Silla y al Exsultate, jubilate. Alfred Einstein pensó que el original podría haber sido compuesto en un momento más próximo a la Serenata n.º 6 en re mayor con su revisión del catálogo de Köchel en 1937, mientras que Franz Giegling proponía que la composición de la obra no correspondía únicamente a Mozart; sin embargo, fracasó en suintento de sugerir algún otro compositor.